# Aura Dione/Diskografie
Diese Diskografie ist eine Übersicht über die musikalischen Werke der dänischen Popsängerin Aura Dione. Den Quellenangaben und Schallplattenauszeichnungen zufolge hat sie bisher mehr als 1,1 Millionen Tonträger verkauft. Ihre erfolgreichsten Veröffentlichungen sind die Singles I Will Love You Monday und Geronimo mit je über 360.000 verkauften Einheiten.

## Alben

### Studioalben
| Jahr | Titel Musiklabel                           | Höchstplatzierung, Gesamtwochen, AuszeichnungChartplatzierungen (Jahr, Titel, Musiklabel, Platzierungen, Wochen, Auszeichnungen, Anmerkungen) | Höchstplatzierung, Gesamtwochen, AuszeichnungChartplatzierungen (Jahr, Titel, Musiklabel, Platzierungen, Wochen, Auszeichnungen, Anmerkungen) | Höchstplatzierung, Gesamtwochen, AuszeichnungChartplatzierungen (Jahr, Titel, Musiklabel, Platzierungen, Wochen, Auszeichnungen, Anmerkungen) | Höchstplatzierung, Gesamtwochen, AuszeichnungChartplatzierungen (Jahr, Titel, Musiklabel, Platzierungen, Wochen, Auszeichnungen, Anmerkungen) | Anmerkungen                                               |
| Jahr | Titel Musiklabel                           | DE | AT | CH | DK | Anmerkungen                                               |
| ---- | ------------------------------------------ | --- | --- | --- | --- | --------------------------------------------------------- |
| 2008 | Columbine Music for Dreams (Sony)          | DE44 (17 Wo.)DE | AT31 (8 Wo.)AT | CH30 (14 Wo.)CH | DK3 (13 Wo.)DK | Erstveröffentlichung: 28. Januar 2008 Verkäufe: + 150.000 |
| 2011 | Before the Dinosaurs Island Records (UMG)  | DE14 (16 Wo.)DE | AT30 Gold · (11 Wo.)AT | CH36 (6 Wo.)CH | DK6 Platin · (43 Wo.)DK | Erstveröffentlichung: 4. November 2011 Verkäufe: + 30.000 |
| 2017 | Can’t Steal the Music Island Records (UMG) | — | — | — | — | Erstveröffentlichung: 19. Mai 2017                        |
| 2022 | Life of a Rainbow Mermaid Records (Sony)   | — | — | — | — | Erstveröffentlichung: 26. August 2022                     |

### EPs
| Jahr | Titel Musiklabel                      | Anmerkungen                          |
| ---- | ------------------------------------- | ------------------------------------ |
| 2009 | Remixes Music for Dreams (Sony)       | Erstveröffentlichung: 5. Januar 2009 |
| 2020 | Fearless Lovers Queen of Hearts (WMG) | Erstveröffentlichung: 27. März 2020  |

## Singles

### Als Leadmusikerin
| Jahr | Titel Album                                  | Höchstplatzierung, Gesamtwochen, AuszeichnungChartplatzierungen (Jahr, Titel, Album, Platzierungen, Wochen, Auszeichnungen, Anmerkungen) | Höchstplatzierung, Gesamtwochen, AuszeichnungChartplatzierungen (Jahr, Titel, Album, Platzierungen, Wochen, Auszeichnungen, Anmerkungen) | Höchstplatzierung, Gesamtwochen, AuszeichnungChartplatzierungen (Jahr, Titel, Album, Platzierungen, Wochen, Auszeichnungen, Anmerkungen) | Höchstplatzierung, Gesamtwochen, AuszeichnungChartplatzierungen (Jahr, Titel, Album, Platzierungen, Wochen, Auszeichnungen, Anmerkungen) | Anmerkungen                                                              |
| Jahr | Titel Album                                  | DE | AT | CH | DK | Anmerkungen                                                              |
| ---- | -------------------------------------------- | --- | --- | --- | --- | ------------------------------------------------------------------------ |
| 2008 | Song for Sophie (I Hope She Flies) Columbine | DE12 (22 Wo.)DE | AT18 (15 Wo.)AT | CH68 (3 Wo.)CH | DK16 Gold · (22 Wo.)DK | Erstveröffentlichung: 11. August 2008 Verkäufe: + 7.500                  |
| 2008 | Lulla Goodbye Columbine                      | — | — | — | — | Erstveröffentlichung: 8. Dezember 2008                                   |
| 2008 | Stay the Same Columbine                      | — | — | — | — | Erstveröffentlichung: 29. Dezember 2008                                  |
| 2009 | Sirene (I’m Only Here for a Moment) –        | — | — | — | — | Erstveröffentlichung: 20. Mai 2009                                       |
| 2009 | I Will Love You Monday (365) Columbine       | DE1 Platin · (29 Wo.)DE | AT2 Platin · (27 Wo.)AT | CH2 Platin · (25 Wo.)CH | DK20 (5 Wo.)DK | Erstveröffentlichung: 13. November 2009 Verkäufe: + 360.000              |
| 2011 | Geronimo Before the Dinosaurs                | DE1 Platin · (26 Wo.)DE | AT1 Gold · (17 Wo.)AT | CH7 Gold · (23 Wo.)CH | DK1 ×2Platin + Doppelplatin (Streaming) · (22 Wo.)DK                                                                                     | Erstveröffentlichung: 21. Oktober 2011 Verkäufe: + 360.000               |
| 2012 | Friends Before the Dinosaurs                 | DE4 Gold · (22 Wo.)DE | AT3 Gold · (15 Wo.)AT | CH10 Gold · (17 Wo.)CH | DK6 Gold + Platin (Streaming) · (12 Wo.)DK                                                                                               | Erstveröffentlichung: 2. März 2012 Verkäufe: + 195.000; feat. Rock Mafia |
| 2012 | In Love with the World Before the Dinosaurs  | DE52 (14 Wo.)DE | AT13 (16 Wo.)AT | — | DK5 Gold + Platin (Streaming) · (21 Wo.)DK                                                                                               | Erstveröffentlichung: 28. Mai 2012 Verkäufe: + 15.000                    |
| 2016 | Love Somebody Can’t Steal the Music          | — | — | — | DK27 Gold · (6 Wo.)DK | Erstveröffentlichung: 10. Juni 2016 Verkäufe: + 45.000                   |
| 2016 | Indian Giver Can’t Steal the Music           | — | — | — | — | Erstveröffentlichung: 23. September 2016                                 |
| 2017 | Can’t Steal the Music                        | — | — | — | — | Erstveröffentlichung: 10. Februar 2017                                   |
| 2017 | King of Pain Can’t Steal the Music           | — | — | — | — | Erstveröffentlichung: 5. Mai 2017                                        |
| 2019 | Shania Twain Fearless Lovers                 | — | — | — | — | Erstveröffentlichung: 5. April 2019                                      |
| 2019 | Last Man in the World Fearless Lovers        | — | — | — | — | Erstveröffentlichung: 11. Juli 2019                                      |
| 2019 | Sunshine Fearless Lovers                     | — | — | — | — | Erstveröffentlichung: 23. August 2019                                    |
| 2019 | Til en veninde –                             | — | — | — | — | Erstveröffentlichung: 5. Dezember 2019                                   |
| 2021 | Worn Out American Dream –                    | — | — | — | — | Erstveröffentlichung: 22. Januar 2021                                    |
| 2022 | Marry Me Life of a Rainbow                   | — | — | — | — | Erstveröffentlichung: 20. Mai 2022                                       |
| 2022 | Glass Bone Crash Life of a Rainbow           | — | — | — | — | Erstveröffentlichung: 24. Juni 2022                                      |
| 2022 | You Got Wings Life of a Rainbow              | — | — | — | — | Erstveröffentlichung: 12. August 2022                                    |

### Als Gastmusikerin
| Jahr | Titel Album                          | Anmerkungen                                                                                      |
| ---- | ------------------------------------ | ------------------------------------------------------------------------------------------------ |
| 2013 | Breathe (Amine Edge & Dance Remix) – | Erstveröffentlichung: 20. November 2013 Da French Connexion feat. Aura Dione                     |
| 2017 | Jolene –                             | Erstveröffentlichung: 29. September 2017 Alexander Brown feat. Aura Dione Original: Dolly Parton |

## Musikvideos
| Jahr | Titel                              | Regisseur(e)     |
| ---- | ---------------------------------- | ---------------- |
| 2009 | I Will Love You Monday (365)       | Uwe Flade        |
| 2010 | Something from Nothing             | Marcus Sternberg |
| 2010 | Song for Sophie (I Hope She Flies) | Stefan Fjeldmark |
| 2011 | Geronimo                           | Marcus Sternberg |
| 2012 | Friends                            |                  |
| 2012 | In Love with the World             |                  |
| 2017 | Can’t Steal the Music              |                  |
| 2018 | Imagination                        | Volker Weicker   |
| 2019 | Shania Twain                       |                  |
| 2019 | Sunshine                           |                  |
| 2021 | Worn Out American Dream            | Fred Salmon      |
| 2022 | Marry Me                           | Sophus Andersen  |
| 2022 | Glass Bone Crash                   | Chris Calmer     |
| 2022 | You Got Wings                      | Chris Calmer     |

## Sonderveröffentlichungen

### Lieder
| Jahr | Titel Album                                       | Anmerkungen                                                      |
| ---- | ------------------------------------------------- | ---------------------------------------------------------------- |
| 2006 | Ahead of Time Into the Wasteland                  | Erstveröffentlichung: 22. Mai 2006 Filur feat. Aura Dione        |
| 2017 | Geronimo The Very Best of Greatest Hits 2005–2017 | Erstveröffentlichung: 12. Mai 2017 The BossHoss feat. Aura Dione |

| Jahr | Titel Album                                                             | Anmerkungen                                                      |
| ---- | ----------------------------------------------------------------------- | ---------------------------------------------------------------- |
| 2009 | Når lyset bryder frem En hyldest til Sebastian                          | Erstveröffentlichung: 26. Oktober 2009 Original: Sebastian       |
| 2017 | I et land uden høje bjerge Toppen af Poppen 2017 – Synger Michael Falch | Erstveröffentlichung: 11. September 2017 Original: Michael Falch |
| 2017 | Syredronning Toppen af Poppen 2017 – Synger Karl William                | Erstveröffentlichung: 11. September 2017 Original: Karl William  |
| 2017 | Same Old Story Toppen af Poppen 2017 – Synger Dorthe Gerlach            | Erstveröffentlichung: 1. Oktober 2017 Original: Dorthe Gerlach   |
| 2018 | Imagination Dein Song 2018                                              | Erstveröffentlichung: 16. März 2018 mit Zuzanna Choma            |

## Promoveröffentlichungen
Promo-Singles

| Jahr | Titel Album                      | Höchstplatzierung, Gesamtwochen, AuszeichnungChartplatzierungen (Jahr, Titel, Album, Platzierungen, Wochen, Auszeichnungen, Anmerkungen) | Höchstplatzierung, Gesamtwochen, AuszeichnungChartplatzierungen (Jahr, Titel, Album, Platzierungen, Wochen, Auszeichnungen, Anmerkungen) | Höchstplatzierung, Gesamtwochen, AuszeichnungChartplatzierungen (Jahr, Titel, Album, Platzierungen, Wochen, Auszeichnungen, Anmerkungen) | Höchstplatzierung, Gesamtwochen, AuszeichnungChartplatzierungen (Jahr, Titel, Album, Platzierungen, Wochen, Auszeichnungen, Anmerkungen) | Anmerkungen                |
| Jahr | Titel Album                      | DE | AT | CH | DK | Anmerkungen                |
| ---- | -------------------------------- | --- | --- | --- | --- | -------------------------- |
| 2007 | Something from Nothing Columbine | DE90 (1 Wo.)DE | — | — | DK7 (10 Wo.)DK | Erstveröffentlichung: 2007 |

## Statistik

### Chartauswertung
|                     | DE    | AT    | CH    | DK    |
| ------------------- | ----- | ----- | ----- | ----- |
| Nummer-eins-Alben   | DE—DE | AT—AT | CH—CH | DK—DK |
| Top-10-Alben        | DE—DE | AT—AT | CH—CH | DK2DK |
| Alben in den Charts | DE2DE | AT2AT | CH2CH | DK2DK |

|                       | DE    | AT    | CH    | DK    |
| --------------------- | ----- | ----- | ----- | ----- |
| Nummer-eins-Singles   | DE2DE | AT1AT | CH—CH | DK1DK |
| Top-10-Singles        | DE3DE | AT3AT | CH3CH | DK4DK |
| Singles in den Charts | DE6DE | AT5AT | CH4CH | DK8DK |

### Auszeichnungen für Musikverkäufe
Anmerkung: Auszeichnungen in Ländern aus den Charttabellen bzw. Chartboxen sind in ebendiesen zu finden.
| Land/RegionAuszeichnungen für Musikverkäufe (Land/Region, Auszeichnungen, Verkäufe, Quellen) | Gold       | Platin       | Verkäufe | Quellen              |
| -------------------------------------------------------------------------------------------- | ---------- | ------------ | -------- | -------------------- |
| Dänemark (IFPI)                                                                              | 4× Gold4   | 6× Platin6   | 132.500  | ifpi.dk hitlisten.nu |
| Deutschland (BVMI)                                                                           | Gold1      | 2× Platin2   | 750.000  | musikindustrie.de    |
| Österreich (IFPI)                                                                            | 3× Gold3   | Platin1      | 70.000   | ifpi.at              |
| Schweiz (IFPI)                                                                               | 2× Gold2   | Platin1      | 60.000   | hitparade.ch         |
| Insgesamt                                                                                    | 10× Gold10 | 10× Platin10 |          |                      |